# Oposició Dretana
Oposició Dretana (georgià მემარჯვენე ოპოზიცია, Memarjvene Opozits'ia) fou una coalició política de Geòrgia formada pels partits Nova Dreta i la Indústria Salvarà Geòrgia. És l'únic grup d'oposició que va superar el llindar del 7% dels vots necessari per obtenir escons al Parlament de Geòrgia a les eleccions legislatives georgianes de 2004. Durant la Revolució Rosada de 2003 es van negar a unir-se a la manifestacions de l'oposició, garantint així el quòrum necessari en la sessió inaugural del Parlament, que es creu que fou votat amb una forta manipulació de les xifres.
Després de les eleccions, l'oposició de dreta i el Moviment Nacional Unit negociaren les acusacions de frau electoral. No obstant això, cap d'aquestes afirmacions van ser corroborades per observadors de la Unió Europea en el seu informe posterior sobre les eleccions. La coalició va obtenir inicialment 15 dels 150 escons elegits per llistes de partits, però els vots en diversos d'aquests grups van ser anul·lades després de les eleccions. També tenen dues circumscripcions de mandat únic, que es mantingueren després de l'anul·lació de les eleccions de novembre de 2003.
Tant Nova Dreta i la Indústria Salvarà Geòrgia van trobar el suport en gran manera de la comunitat de l'empresa privada i eren particularment populars entre les persones ocupades en el sector privat. Com a resultat d'això, durant anys els dos partits es van enfrontar entre si pel mateix electorat. Si bé l'aliança es va formar només unes setmanes abans de les eleccions, els dirigents del partit s'havien posat d'acord per fusionar els seus dos grups en un sol partit, que formava l'alternativa de centredreta a la de centreesquerra del Moviment Nacional.
L'Oposició Dretana és dirigida per David Gamkrelidze del partit Nova Dreta. Les principals prioritats de l'aliança política incloïen assegurar un sistema d'imposició lleu a Geòrgia, la reducció de les regulacions del govern sobre les empreses, augmentar el creixement econòmic i la creació d'ocupació en el sector privat, l'augment de les despeses de defensa i assegurar l'adhesió a l'OTAN a tot tardar el 2010, i la promoció de les institucions i polítiques democràtiques i liberals.